# Pseudonchus northumbriensis
Pseudonchus northumbriensis är en rundmaskart som beskrevs av Suzanne I. Warwick 1969. Pseudonchus northumbriensis ingår i släktet Pseudonchus och familjen Choniolaimidae. Inga underarter finns listade i Catalogue of Life.